# Lullaby (canción de Starsailor)
«Lullaby» es el cuarto sencillo del álbum Love Is Here por la banda británica de rock alternativo Starsailor, lanzado en 2001. Es el sencillo menos exitoso del álbum, no pudiendo llegar al top 30 en los charts del Reino Unido.

## Video musical
El video comienza en una habitación en la cual la banda está tocando. El cantante, James Walsh deja la sala con un gran vaso para café en una de sus manos y comienza a caminar lentamente después de dejar caer el vaso lleno. A medida que camina las sombras empiezan a perseguirlo sin por esto cambiar el ambiente tranquilo y pacífico del video completo. Al final James Walsh se encuentra envuelto por las sombras y la música se detiene simbolizando el paso entre la vida y la muerte. Entonces, al volver las luces James comienza de nuevo tras ser capturados el azul de sus ojos por las luces de la cámara en la primera toma en que abre los ojos significando así una "vuelta a la vida".

## Canciones

### CD
1. «Lullaby»
2. «From a Whisper to a Scream»
3. «Tie Up My Hands» (en vivo)
4. «Lullaby» (video)

### DVD
1. «Lullaby» (video)
2. «From a Whisper to a Scream»
3. «Love Is Here» (en vivo)

### Casete
1. «Lullaby»
2. «From a Whisper to a Scream»
3. «Tie Up My Hands» (en vivo)

## Posicionamiento
| País        | Lista            | Posición |
| ----------- | ---------------- | -------- |
| Reino Unido | UK Singles Chart | 36       |